# Jeffrey Evans

Londons stadsvapen.

Jeffrey Richard de Corban Evans, 4:e baron Mountevans, född 13 maj 1948 i Göteborg, är en svenskfödd brittisk skeppsmäklare och är ålderman i Staden London sedan 2007.
Han ärvde titeln baron år 2014 och blev utsedd som Londons överborgmästare för mandatperioden 2015–2016.

## Utmärkelser
- Baron (UK) (arv. 2014)
- Riddare (KStJ) av brittiska Johanniterorden (2015)
  - Hon. FICS (2013)